# Microcyba divisa
Microcyba divisa är en spindelart som beskrevs av Rudy Jocqué 1983. Microcyba divisa ingår i släktet Microcyba och familjen täckvävarspindlar.
Artens utbredningsområde är Gabon. Inga underarter finns listade i Catalogue of Life.